# 이반 골

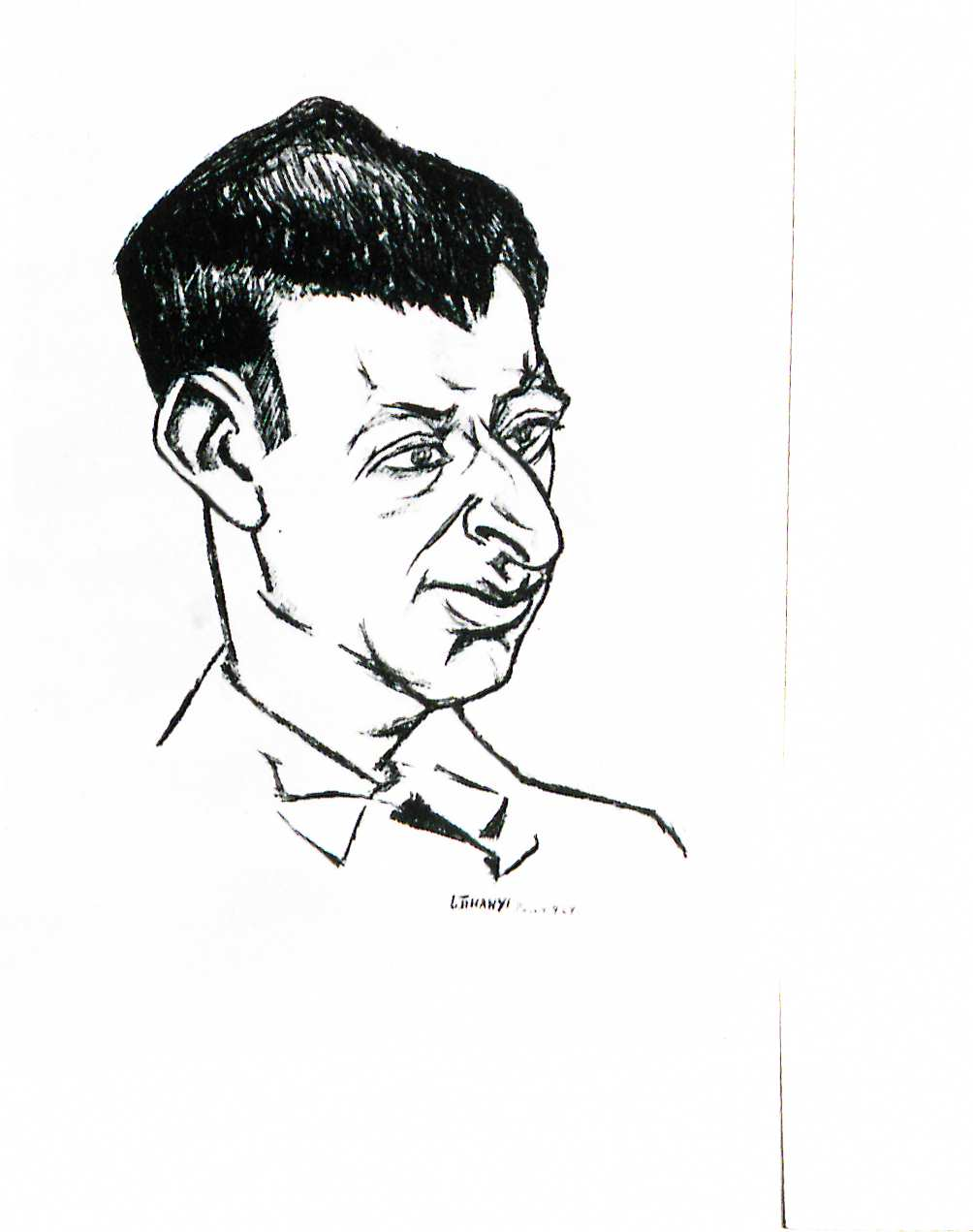

이반 골(Yvan Goll, 1891년 3월 29일 ~ 1950년 2월 27일)은 독일의 극작가다.
알자스 태생으로 프랑스어로도 작품을 썼다. 쉬르레알리슴이나 입체파 예술가들과도 교섭을 갖고 <멧자렘, 영원한 시민>은 현대의 그로테스크 연극과 부조리극의 선구라고 할 수 있다.